# Залюбовский, Анатолий Петрович
Анатолий Петрович Залюбовский (7 (19) октября 1859 — 30 апреля 1936) — генерал-лейтенант артиллерии, военный учёный, специалист по оружию, известный в Poссии знаток и организатор Оружейно-Патронного дела. Руководил различными оружейными заводами. С научными целями был командирован на заводы Англии, Германии, Франции и других стран. Участник Белого движения, в эмиграции с 1920 года.

## Биография
Происходил из дворян Московской губернии. Родился 7 (19) октября 1859 года в семье военного, Петра Алексеевича Залюбовского, участника Крымской войны; мать — Любовь Николаевна Егунова; прадед, по отцу — мануфактур-советник Пётр Павлович Залюбовский (1757—1825)

### Карьера
Образование получил во 2-й Московской военной гимназии (1879). В службу вступил 11 сентября 1879 года. В 1882 году окончил Михайловское артиллерийское училище, в звании подпоручика (ст. 08.08.1881) в 14-ю артиллерийскую бригаду. Поручик (ст. 08.08.1885). Окончил Михайловскую артиллерийскую академию в 1888 году по 1-му разряду. Штабс-капитан (ст. 04.07.1888). Помощник начальника мастерских Тульского оружейного завода (1 г. 3 м.). С 1891 — прикомандирован к ГАУ для особых поручений. Начальник мастерских Тульского оружейного завода (25.09.1890 — 09.01.1893). Капитан (ст. 30.08.1893). Исполняющий должность помощника начальника Сестрорецкого оружейного завода (с 23.06.1894). Гвардии штабс-капитан (ст. 06.05.1896). Гвардии капитан (ст. 06.12.1896). Полковник (ст. 14.04.1902). Помощник начальника Сестрорецкого оружейного завода (с 14.04.1902). Помощник начальник Петербургского патронного завода по технической части (05.07.1907-31.12.1913). Генерал-майор (пр. 1909; ст. 29.03.1909; за отличие). Начальник Сестрорецкого оружейного завода (с 31.12.1913 - 1915).

### Первая мировая война
С 1915 года — в резерве чинов Окружного артиллерийского управления Петроградского ВО, уполномоченный по эвакуации промышленных предприятий Риги (1915—1916). Командующий 5-й армией П. А. Плеве предоставил ему неограниченные полномочия. До 1 сентября 1915 г. из Риги было эвакуировано 172 предприятия: в Москву, Петроград, Нижний Новгород, а также в южные губернии — в Екатеринослав, Харьков, Донбасс, куда в основном переехали заводы металлообрабатывающего профиля, а всего за период эвакуации — 395 предприятий. Это была самая успешная эвакуационная операция Первой мировой войны.
С октября 1915 года помощник начальника Петроградского трубочного завода. Председатель временной хозяйственно-строительной комиссии для постройки Екатеринославского оружейного завода (с 01.04.1916). Генерал-лейтенант (пр. 1916; ст. 10.04.1916). В мае 1916 года командирован в США ревизовать и реорганизовывать деятельность Русского Заготовительного комитета. Вернулся в Россию.

### Гражданская война
В 1918 году был арестован большевиками (обвинялся, в числе прочего, в расстреле рабочих на Сестрорецком оружейном заводе в 1905 г.) и этапирован в тюрьму в Харьков, освобождён. Вступил в ряды Добровольческой армии, затем служил в гетманской армии. В июне 1918 — председатель съезда начальников технических артиллерийских заведений в Киеве. Участник Белого движения в составе Добровольческой армии и ВСЮР; с конца 1918 года — в Екатеринодаре в резерве чинов начальника артиллерийских снабжений, с августа 1919 года — директор Таганрогского завода. Эвакуирован в начале 1920 года из Новороссийска на судне «Владимир» на острове Лемнос, до осени 1920 года находился в Югославии. В эмиграции работал на оружейном заводе в Сербии, затем на заводе «Шкода» в Чехословакии. С 1931 года — в Румынии, затем переехал во Францию. Сотрудничал в парижском «Артиллерийском журнале». Передал Историческому архиву и Музею Общества артиллеристов ценные бумаги и фотографии. Член Союза русских военных инвалидов, член Общества офицеров–артиллеристов.
Умер в Париже 30 апреля 1936 года. Похоронен на кладбище Сент-Женевьев-де-Буа (могила № 1599).

## Награды
- орден Святой Анны 3-й степени (1897)
- орден Святого Станислава 2-й степени (1901)
- орден Святого Станислава 1-й степени (ВП 06.12.1914 г.)
- орден Святой Анны 1-й степени (ВП 03.07.1915 г.)

## Сочинения
- Атлас построительных чертежей частей 3-хлинейной пехотной, драгунской и казачьей винтовок образца 1891 года. — Сестрорецк, 1915.
- Атлас построительных чертежей лекал и приборов 3-хлинейной пехотной, драгунской и казачьей винтовок образца 1891 года. — СПб., 1896.
- Описание употребления лекал и приборов 3-х линейной пехотной, драгунской и казачьей винтовок образца 1891 года. — СПб., 1915.
- Войсковые лекала для 3л-н. винтовки обр. 1891 г. [и др. чертежи приборов, лекал и шаблонов] - СПб., 1898.
- Атлас чертежей рабочего инструмента для войсковых оружейных мастерских мирного времени. — 1904.
- Атлас чертежей частей 3-хлинейного патрона образца 1908 года. — СПб.
- Снабжение русской армии в Великую войну ружьями, пулеметами, револьверами и патронами к ним. — Белград, 1936.
- Воспоминания Начальника Оружейного завода. // Его Императорское Высочество, Великий Князь Сергий Михайлович, генерал-инспектор русской артиллерии: сборник воспоминаний о его жизни и работе и о развитии артиллерии в его время... — Белград, 1934.
- Полвека назад // Артиллерийский вестник. — 1933, № 8—9. — Белград.
- Эвакуация промышленных и торговых предприятий города Риги и его окрестностей во второй половине 1915 года. // Артиллерийский вестник, 1935, № 15—16.

## Семья
Жена — Олимпиада Фоминишна, урожд. Крушинская (25.06.1877 — 20.05.1960, Париж). Была эвакуирована 25 марта 1920 года из Новороссийска на корабле «Бюргермейстер Шредер» с сыном Виталием (1895—после 1959) и двумя дочерьми; одна из них, Серафима (в замуж. Владышевская; 27.08.1902 — 06.07.1984, Париж). Сын — Лев, штабс-капитан лейб-гвардии Гренадерского полка, участник 1-го Кубанского («Ледяного») похода, погиб в Гражданскую войну.